# Țurțur

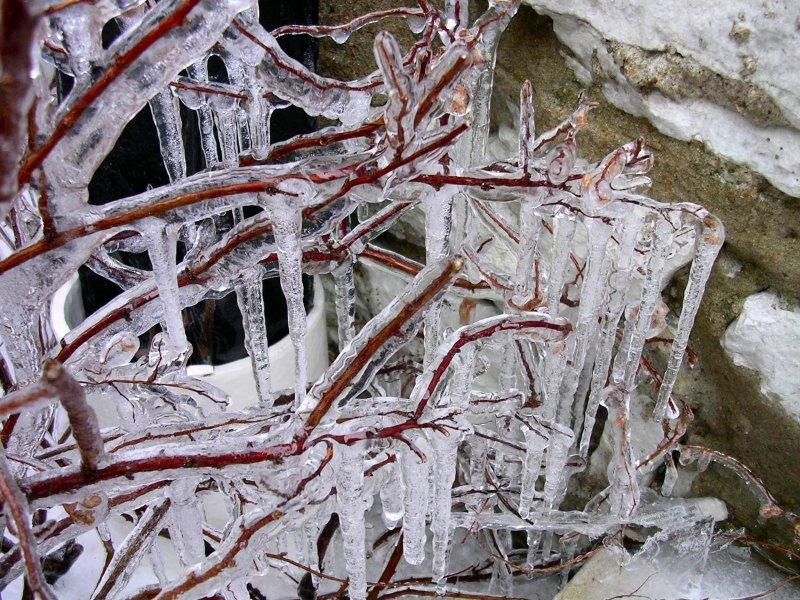
Țurțuri pe un copac

Un țurțur (sau țurțure) este un sloi mic de gheață de formă prelungită și ușor ascuțită spre vârf, care se formează prin înghețarea apei care se scurge. 

## Articole pe teme de glaciologie
- Aisberg
- Alpii înalți
- Antarctica
- Arctica
- Ablație (fenomen)
- Balanța masei unui ghețar
- Calotă polară
- Cicluri Milankovitch
- Climatul calotelor polare
- Gheață
- Ghețar
- Glaciațiune
- Glaciațiunea cuaternară
- Glaciațiunea Günz
- Glaciațiunea Mindel
- Glaciațiunea Riss
- Glaciațiunea Wisconsin
- Glaciațiunea Würm
- Glaciologie
- Interglaciațiune
- Încălzirea globală
- Înzăpezire
- Linia arborilor
- Linia înghețului
- Linia de îngheț (astrofizică)
- Listă de țări în care ninge
- Nivologie
- Spărgător de gheață
- Tundră
- Tundră alpină
- Țurțur
- Ultima glaciațiune
- Zăpadă
- Zonă de ablație
- Zonă de acumulare
- Zona Antarctică Neozeelandeză